# ННН-рибальство

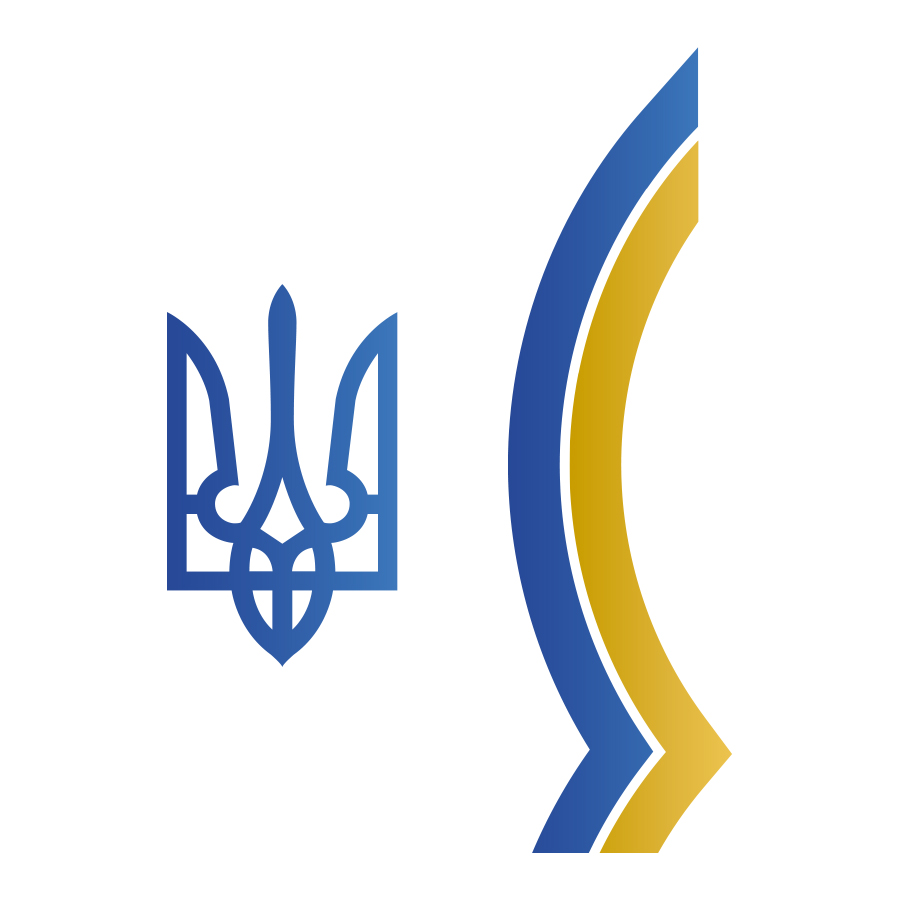
Логотип Агентства рибного господарства України

Незаконне, непідзвітне, неконтрольоване рибальство (ННН-рибальство) є проблемою міжнародного рівня. Масштаби ННН-рибальства оцінюються на рівні до 30% від загального промислового вилову окремих видів риб.
Незаконне рибальство — це вилов водних біоресурсів з порушенням законодавства. Це може застосовуватися до рибальства, що знаходиться під юрисдикцією прибережної держави або рибальства у відкритому морі, яке регулюється регіональними рибогосподарськими організаціями. 
Непідзвітне рибальство — це рибальство, про яке не повідомляється відповідному національному органу, що є порушенням чинних законодавчих норм.
Неконтрольоване рибальство — зазвичай здійснюється судами без національної приналежності, або судами, що знаходяться під прапором країни, яка не є учасником регіональних рибогосподарських організацій.
Для  зменшення обсягів ННН-рибальства ФАО розробила Міжнародний план дій.  
Агентство рибного господарства наголошує на значні проблеми ННН-рибальства для рибної галузі України  і планує впровадити ряд заходів. Основними серед них є впровадження системи моніторингу суден та сертифікату походження риби.